# Racomitrium hespericum
Racomitrium hespericum är en bladmossart som beskrevs av Sérgio, J. Muñoz och Ryszard Ochyra 1995. Racomitrium hespericum ingår i släktet raggmossor, och familjen Grimmiaceae. Inga underarter finns listade i Catalogue of Life.